# Župnija Jesenice
Župnija Jesenice je rimskokatoliška teritorialna župnija Dekanije Radovljica Nadškofije Ljubljana. Župnijska cerkev na Jesenicah je posvečena sv. Lenartu, opatu.